# عوامل نوویچوک
عوامل نوویچوک یا گاز نوویچوک به دسته‌ای از عوامل عصبی گفته می‌شود که بین سال‌های ۱۹۷۱ تا ۱۹۹۳ در شوروی و روسیه تولید شده‌اند.
واژه ترکیبی «نوویچوک» (Novichok) که از ترکیب دو واژه «novee» و «CHOCK» تشکیل شده که در زبان روسی به معنای «مرد جدید» یا «پسر جدید» است و نامگذاری آن بدین شکل تصادفی نیست. این اسم به چهارمین نسل از عوامل جامد اعصاب اشاره دارد که در اتحاد جماهیر شوروی ساخته شدند. این عامل‌ها از موادی ساخته شده‌اند که حتی بعد از امضای پیمان منع اشاعه سلاح‌های شیمیایی در سال ۱۹۹۷ نیز همچنان مورد استفاده قرار می‌گرفت. این عامل مرگبار به اصطلاح باینری (که در صورت ترکیب شدن مرگبار خواهند بود) در ابتدا به شکل پودرهایی بسیار ریز ساخته شدند که می‌توانستند به شکل مایع یا گاز نیز دربیایند.
این ترکیبات شیمیایی کشنده و بسیار قوی به خانواده ای از مواد شیمیایی به نام «ارگانو فسفات‌ها» (مواد آلی دارای ترکیبات فسفات) تعلق دارند و از آنجایی که با ترکیبات آفت‌کش که آن‌ها نیز روی سیستم عصبی تأثیر می‌گذارند در ارتباط هستند، فرایند تحقیقاتی و توسعه آن‌ها معمولاً تحت لوای تحقیقات مربوط به کشاورزی ادامه می‌یافت. قدرت برخی از نمونه‌های این عامل ۵ تا ۸ برابر عامل اعصاب وی‌ایکس و سارین است و تشخیص و کشف آن نیز به همین اندازه دشوار خواهد بود.
عواملی مانند «نوویچوک» یا به شکل خوردن و نفس کشیدن یا از طریق پوست وارد بدن می‌شوند و عملکرد آنزیم «کولین استراز» را متوقف می‌سازند.
این آنزیم مسئول شکستن یک پروتئین سیستم عصبی موسوم به «استیل کولین» است. در نتیجه در سیستم ارتباطی مغز با ماهیچه‌ها و غدد سراسر بدن اختلال ایجاد شده و به اصطلاح «سندروم کولینرژیک» رخ می‌دهد: بروز ترشحاتی غیرقابل کنترل در ریه‌ها و دهان، اسهال و استفراغ، عرق کردن شدید، تشنج، توهم، افزایش شدید ضربان قلب و ضعف عمومی که می‌تواند به فلج شدن، خفگی و در نهایت مرگ منجر شود. کودکان بیش از هر گروه سنی دیگری در مقابل این سم آسیب‌پذیر هستند زیرا ظرفیت بدن آن‌ها برای دفع عوامل مرگبار سلولی بسیار کمتر از بزرگسالان است.